# Charles van Caloen
Charles van Caloen (Brugge, 31 augustus 1815 – aldaar, 1 mei 1896) was een Belgisch senator, burgemeester van Loppem en provincieraadslid.

## Familie

Savina de Gourcy Serainchamps

Charles Marie Joseph van Caloen was de zoon van Joseph-Bernard van Caloen en van Marie-Catherine de Potter de Drogenwalle. Hij was de broer van Louis-Marie van Caloen s. j., de stichter van de Sint Franciscus Xaveriusgenootschappen in België.
Hij studeerde aan het Klein Seminarie van Roeselare, waar hij onder meer de latere bisschop Johan Joseph Faict als studiegenoot had.
Hij trouwde in 1847 met gravin Savina de Gourcy Serainchamps (Gent, 17 juli 1825 – Loppem, 7 september 1912). Ze hadden vijf kinderen:
- Maria (1848-1925), die karmelietes werd
- Savina (1850-1921) die trouwde met baron Alexandre Gillès de Pelichy
- Joseph of dom Gerard van Caloen o.s.b. (1853-1932), stichter van de abdij van Sint-Andries
- Albert van Caloen (1856-1933), burgemeester van Loppem
- Ernest van Caloen (1859-1937).

In 1857 verkreeg hij de titel van baron, overdraagbaar bij eerstgeboorte. In 1878 werd de erfelijkheid van de titel overgedragen op alle mannelijke en vrouwelijke afstammelingen. In 1866 werd hem de titel van pauselijke graaf toegekend.
Om hem te onderscheiden van de andere van Caloens, noemde men hem vaak Van Caloen Gourcy. Hij was visueel gehandicapt, in feite bijna blind. Pas in 1867 onderging hij in Parijs een heelkundige bewerking die hem het zicht volledig teruggaf.
Van Caloen erfde van de Potters en de Gourcys. Hij kreeg nog verschillende andere erfenissen, met als gevolg dat hij bij zijn overlijden aanzienlijke eigendommen bezat: bijna 2000 ha gronden en 130 gebouwen, waarvan 50 in Loppem.

## Burgemeester van Loppem
In 1848 werd Charles van Caloen (als niet-gemeenteraadslid) benoemd tot burgemeester van Loppem, in opvolging van Charles-Thomas de Schietere de Lophem. 
In 1866, ondanks de eenparige voordracht door de raadsleden, weigerde de liberale regering hem opnieuw te benoemen. Er werd een herbergier benoemd, Lodewijk Benoot, maar die bedankte voor de eer. De gemeenteraad besliste vervolgens Charles van Caloen, als oudste raadslid, te belasten met het interim-burgemeesterschap, maar dit werd bij koninklijk besluit vernietigd. Het ambt bleef derhalve vacant, met waarneming van de functie door een schepen. In 1870 kwam de katholieke regering d'Anethan aan de macht. Charles werd onmiddellijk weer benoemd en bleef dit ambt uitoefenen tot in 1890. Hij werd toen opgevolgd door zijn zoon Albert van Caloen.

## Provincieraadslid
In mei 1864 werd van Caloen verkozen tot provincieraadslid voor het kanton Brugge. Hij had voor deze verkiezing de leiding genomen en de lijst van de te steunen kandidaten werd op zijn kasteel in Loppem opgesteld. Het was de difinitieve doorbraak van de katholieke partij (en de nederlaag van de liberale lijst) op het provinciale vlak. 
Drie jaar later nam hij ontslag, ingevolge zijn verkiezing tot senator.

## Senator
De strijd voor de wetgevende verkiezingen van 1867 werd hevig gevoerd. Charles van Caloen werd in de liberale bladen heftig aangevallen. De Journal de Bruges beschreef hem als een momie uit de middeleeuwen en als een burggraaf die dateert van voor de uitvinding van het buskruit en dat heeft hij dus ook niet uitgevonden. L'Impartial de Bruges beschouwde hem als een aristocraat van de oude stempel.
Dit belette niet dat van Caloen verkozen werd, ten nadele van de Brugse burgemeester Jules Boyaval. Hij bleef senator tot hij in 1877 ontslag nam en als kandidaat werd opgevolgd door Leon Van Ockerhout, die het echter in juni 1878 met één stem verschil moest afleggen tegen Jules Boyaval.

## Andere activiteiten
De openbare functies die hij bekleedde betekenden voor van Caloen de verplichting om heel wat rollen te vervullen in het sociale leven. Te vernoemen zijn:
- Medestichter in 1860 van de 'Union Constitutionnelle', de katholieke kiesvereniging voor het arrondissement Brugge.
- Lid (1848) en proost (1855 & 1885) van de Edele Confrérie van het Heilig Bloed in Brugge.
- Voorzitter (1866-1894) van de 'Société La Concorde' (katholieke gezelligheidsvereniging).
- Vicevoorzitter van de Federatie van katholieke kringen in België.
- Lid van het 'Patroonschap der vrijgestelde veroordeelden'.
- Vicevoorzitter van het Comité Sint-Pieterspenning voor het bisdom Brugge.
- Regeerder van de Watering van Camerlinckx-Ambacht en van de Watering Eyensluis-Groot Reygaertsvliet.
- Lid van de Toezichtscommissie op de gevangenissen in het arrondissement Brugge.
- Ondervoorzitter van het diocesaan schoolcomité in Brugge en lid van het katholiek schoolcomité in Loppem.
- Mede-organisator van de historische processies ter ere van de zalige Karel de Goede (1884) en de zalige Idesbald van der Gracht (1896).

## Kasteel van Loppem
Tot in 1856 bewoonde het gezin van Caloen - Gourcy het achttiende-eeuwse landgoed in Loppem. Dat jaar besliste het echtpaar een nieuw en groter kasteel te bouwen in neogotische stijl. Het wendde zich hiervoor naar de Engelse architect Edward Welby Pugin (1834-1875). In 1859 werd hij echter op een zijspoor geplaatst en nam Jean de Bethune het ontwerp over. In juli 1863 kon de familie in het nieuwe kasteel haar intrek nemen.
Het kasteel is, dankzij de beslissing van de nazaat Jean van Caloen onvervreemdbare eigendom geworden van de Stichting van Caloen en is publiek toegankelijk. Het wordt als een van de meesterwerken van de neogotiek gewaardeerd.

## Van Caloen en Guido Gezelle

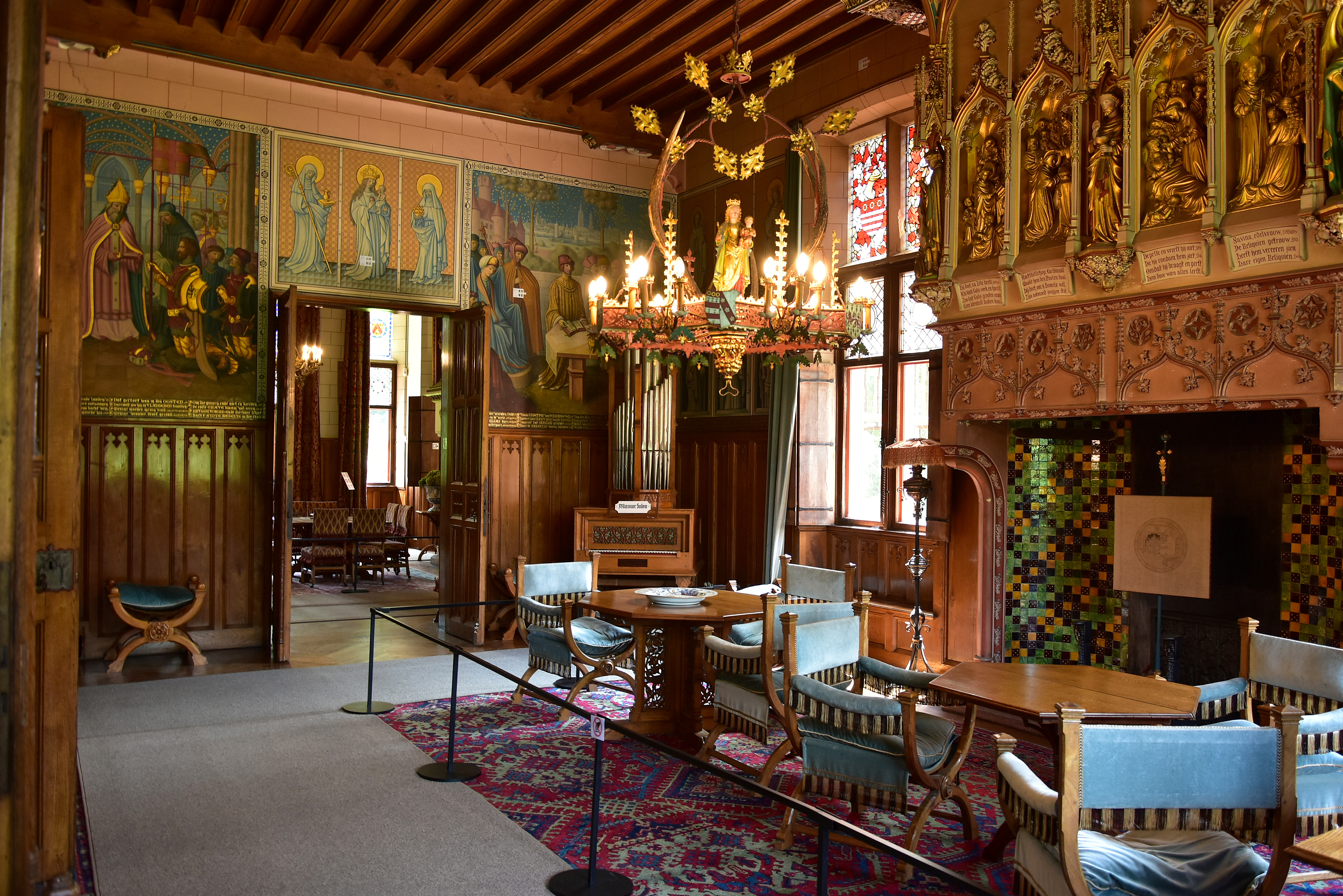
De "blauwe salon" in het Kasteel van Loppem, met schilderingen van August Martin en onderschriften van Gezelle

Guido Gezelle kwam vaak op bezoek bij Charles van Caloen op zijn neogotisch kasteel in Loppem. Hij ontwikkelde ook vriendschap met de kinderen van de kasteelheer, vooral met Gerard van Caloen, de stichter van de benedictijnenabdij van Loppem.
Gezelle schreef onder meer teksten op rijm bij de historische wandtaferelen in het blauwe salon van het kasteel.
De Keulse schilder August Martin (1837-1901) had rond 1870 in dit salon historische taferelen geschilderd. Gezelle maakte er, in versvorm, verklarende bijschriften voor, die onder de taferelen werden bijgeschilderd.
Op verzoek van de echtgenote van Charles van Caloen schreef Gezelle kwatrijnen die in steen werden gebeiteld en werden aangebracht op verschillende plaatsen waar het Heilig Bloed in Brugge werd bewaard tijdens perioden van beroering.